# Sävar
Sävar är en tätort i Sävars distrikt i Umeå kommun, sannolikt en av de äldsta byarna i trakten och kyrkby i Sävars socken. Orten är belägen vid Sävarån 15 km nordost om Umeå längs E4:an. Strax söder om tätorten avgränsade SCB 2010  en bebyggelse till en egen småort namnsatt till Sävar södra, som 2015 åter räknades som en del av tätorten.

## Historia

### Etymologi
Ortnamnet Sävar skrevs 1539 S[z]euara, 1543 Seffwara och 1547 Sefware. Förledet Sä- anses vara en gammal form av ordet sjö (jämför Säbrå och Sätuna). Efterledet -vara betyder grusmark. Ortnamnet bör alltså betyda grusmarken vid sjön, eller i detta fall grusmarken vid havet.

### Gammal bondby
Ortnamnet Sävar anses tillsammans med Hiske, Tavle och Täfte vara ett av de allra äldsta i Umeåområdet. Troligen tillkom bebyggelsen under första årtusendet efter Kristi födelse, då Sävar var beläget vid Sävaråns mynning. År 1443 nämns byn för första gången i historiska källor i och med att "beskedlig man Laurens Björssons i Sävar" medverkade vid tinget i Umeå detta år. Ett sekel senare fanns det, enligt 1543 års jordebok, 14 bönder i Sävar by, förutom ett par änkor med små jordinnehav. Sävar var därmed den näst största byn i Umeå storsocken, näst efter Röbäck.
Den första kartan över Sävars samhälle är från 1685 och visar att det då fanns 15 gårdar i byn. De låg alla öster om Sävarån, ungefär vid nuvarande Tolvmansvägen och vidare söderut. Odlingsmarken låg huvudsakligen mellan gårdarna och Sävarån men det fanns också några smärre ängsmarker väster om ån. I byns norra del, ungefär mittemot där kyrkan ligger idag, fanns en kvarnplats. Kustlandsvägen gick över Sävarån ungefär mitt i byn och fortsatte därefter norrut. När laga skifte genomfördes i Sävar 1884 fanns 71 hemmansdelar varav 56 ägdes av bönder, sex av Sävar sågverk samt två av Erik Forssell. I byn fanns också fem soldater och åtta torpare. Innehavare av 40 av de 71 hemmansdelarna blev tvungna att flytta till nya gårdslägen.

### Brukssamhälle under 1700- och 1800-talen

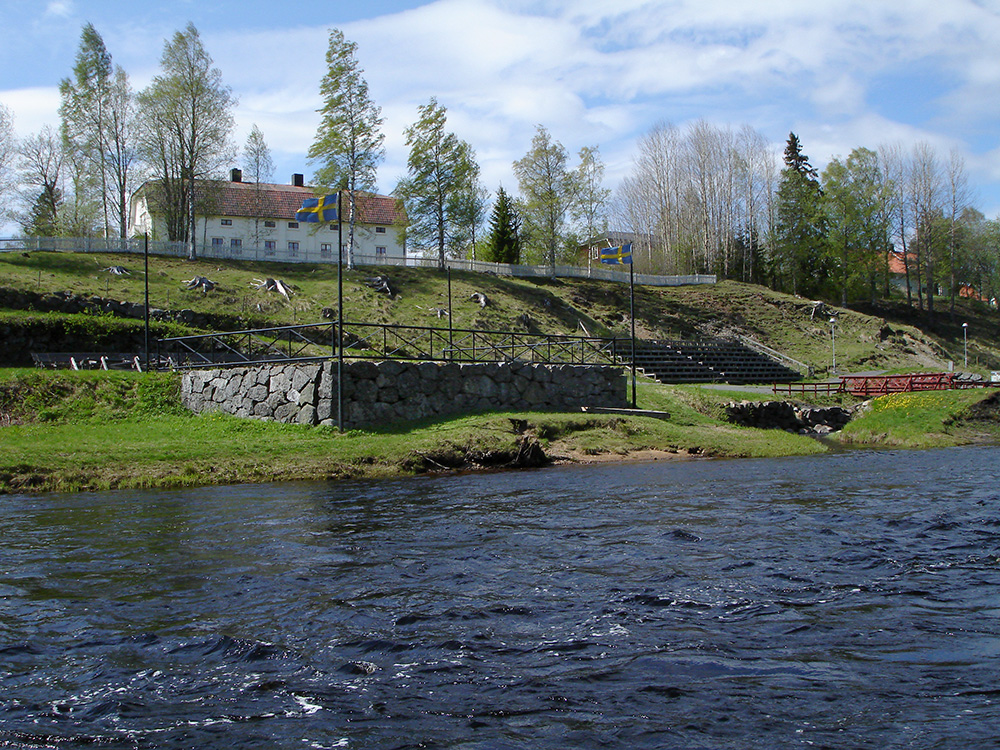
Grunderna efter Sävar bruk i Krypedalen vid Sävarån. På brinken står brukets gamla inspektorsbostad, uppförd i början av 1800-talet.

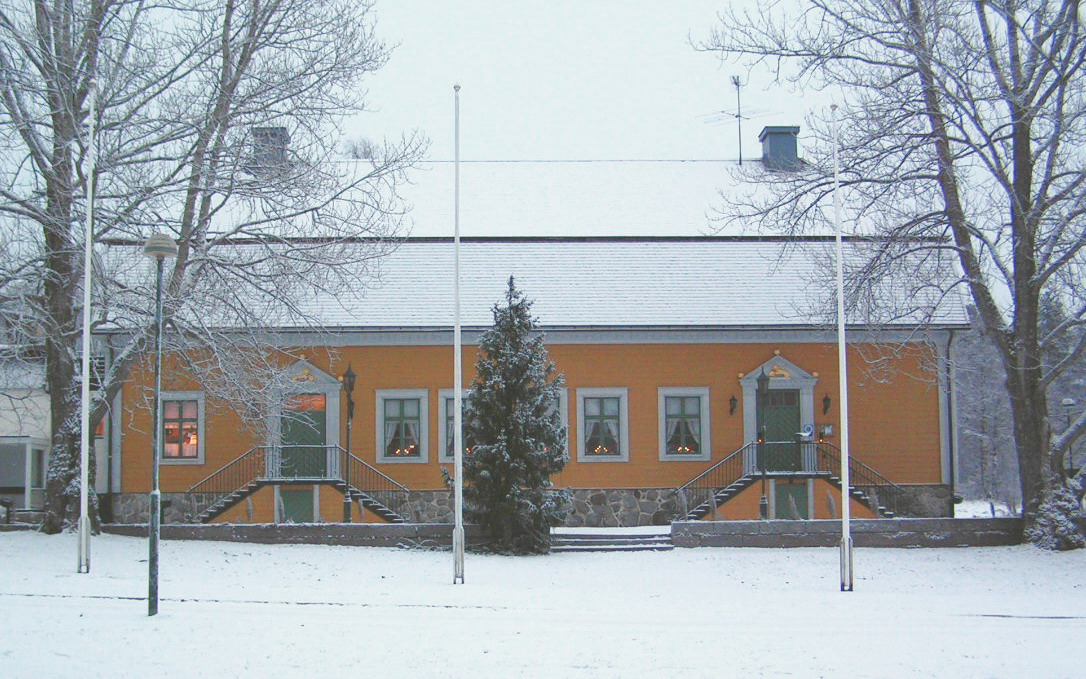
Den gamla bruksherrgården, Sävargården, på sin nuvarande plats på Gammlia i Umeå.

I slutet av 1700-talet blev Sävar ett brukssamhälle. Det första steget togs 1787, då bröderna Erik och Per Forssell fick tillstånd att anlägga en finbladig vattensåg med två sågramar vid Sävarån i Sävar by. År 1804 fick bröderna Forssell tillstånd att komplettera sågverket med ett järnbruk, vilket blev Sävar bruk. Tackjärnet upphandlades i Bergslagen. Produktionen var som högst under 1850-talet. Såväl det sågade virket som järnvarorna flottades på Sävarån ned till Skeppsvik vid Sävarfjärden utanför Sävaråns mynning.
Sågverket låg i byns norra del, vid Sågforsen. Järnbruket låg längre nedströms, vid nuvarande Krypedalen. Herrgården, den så kallade Sävargården som sedermera flyttats till Gammlia, låg öster om ån vid nuvarande Herrgårdsallén. Bruksgatan anlades väster om ån, längs nuvarande Forsells väg, från kyrkan i norr till inspektorsbostaden i söder.
Under samma period som Sävar bruk anlades tillkom även Johannisfors bruk på initiativ av ägaren till Robertsfors bruk, bergsrådet Jean Lefebure-Lillienberg. Johannisfors bruk beviljades 1798 och anlades vid Pålböleån, ett biflöde till Sävarån, som ett manufakturverk för förädling av stångjärn från Robertsfors. Efter flera ägarbyten på 1830-talet övertogs bruket 1839 av lokala handlare och industrimän. Sävar bruks ägare, släkten Forssell, tog över en tredjedel medan Häggströmska handelshuset i Dalkarlså övertog två tredjedelar.
Johannisfors manufakturverk var i drift fram till 1878 och stångjärnssmidet till 1882. Herrgården plockades ned och flyttades till Sandvik. Lämningar efter Johannisfors bruk finns på flera ställen vid Pålböleån.
Verksamheten vid Sävar bruk lades ned 1865 medan sågverket var i drift till 1889. Båda bruken och deras skogsinnehav övertogs av Sandviks Ångsågs AB. Rester av Sävar bruks dammbyggnationer, som under 1900-talet används för en kvarn, finns i Krypedalen (raä Sävar 28:1). Brukets herrgård, Sävargården, flyttades 1921 till hembygdsområdet Gammlia i Umeå.

### Sävar under Finska kriget

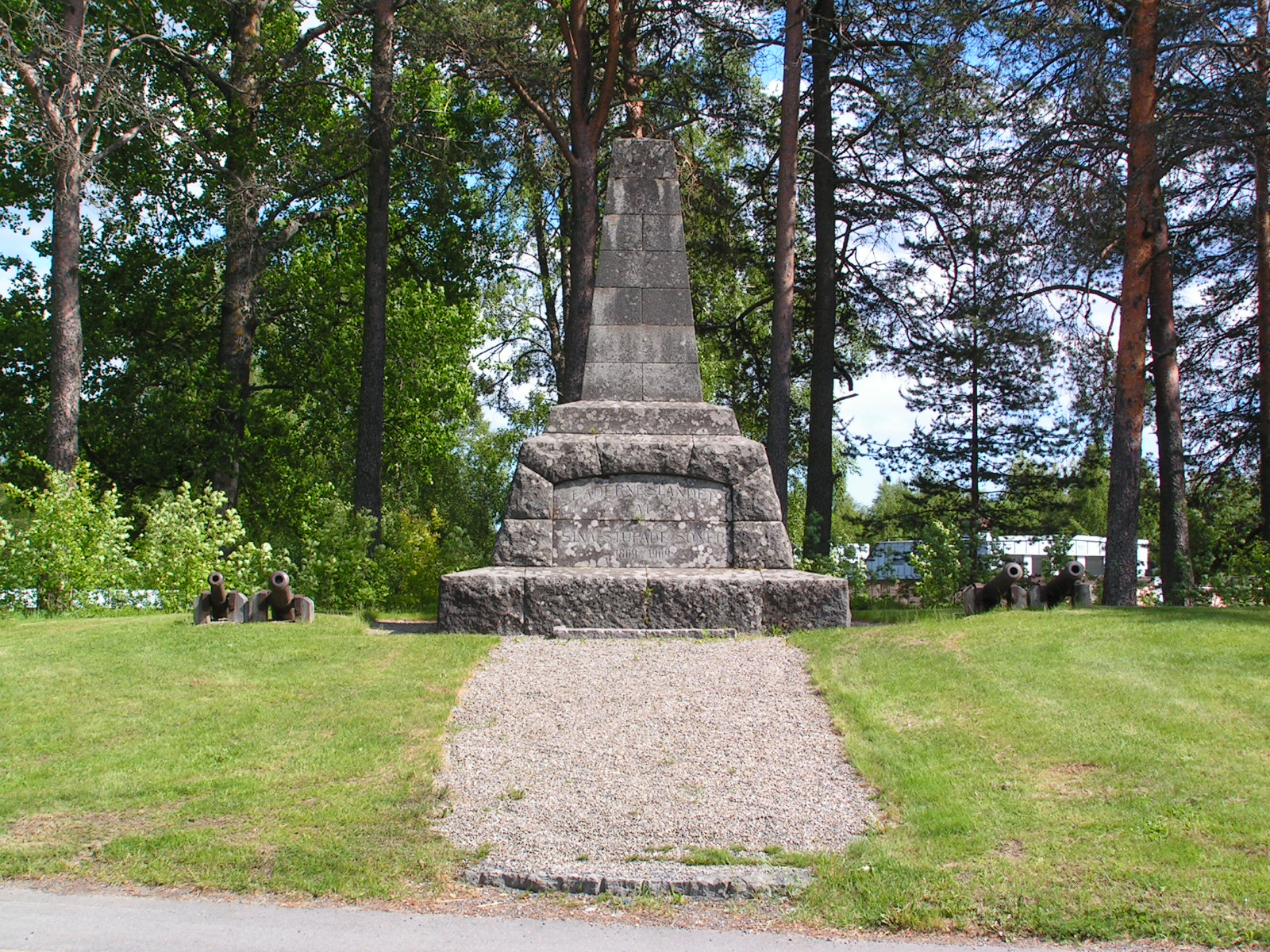
Monument över slaget vid Sävar den 19 augusti 1809.

Slaget vid Sävar utspelades i slutskedet av Finska kriget den 19 augusti 1809 mellan svenska och ryska styrkor. Dagen före hade en svensk här landsatts i Ratan för att återta Umeå, som ryssarna hade belägrat under ett par månader. Expeditionen slog läger i Sävar efter en rysk vilseledningskampanj som fick svenskarna att tro att de inte kunde rycka fram. Den ryska hären marscherade dit i ilfart och upptäcktes på morgonen. Vid slaget, som stod på Krutbrånet, fick 600 ryska och 400 svenska soldater sätta livet till. Svenskarna retirerade och dagen därpå kom det till ett nytt slag, Träffningen vid Ratan. Sverige förlorade slaget och därmed kriget, vilket ledde till att Finland avträddes till Ryssland.

### Det moderna Sävar
Under 1900-talet växte en tätortsmässig bebyggelse fram kring gamla kustlandsvägen (Kungsvägen–Generalsvägen över bron–Majorsvägen–Johannisforsvägen).

### Befolkningsutveckling
| Befolkningsutvecklingen i Sävar 1960–2020       | Befolkningsutvecklingen i Sävar 1960–2020 | Befolkningsutvecklingen i Sävar 1960–2020 | Befolkningsutvecklingen i Sävar 1960–2020 | Befolkningsutvecklingen i Sävar 1960–2020 |
| ----------------------------------------------- | ----------------------------------------- | ----------------------------------------- | ----------------------------------------- | ----------------------------------------- |
|                                                 |                                           |                                           |                                           |                                           |
| År                                              |                                           |                                           | Folkmängd                                 | Areal (ha)                                |
| 1960                                            | 1960                                      |                                           | 571                                       |                                           |
| 1965                                            | 1965                                      |                                           | 840                                       |                                           |
| 1970                                            | 1970                                      |                                           | 1 330                                     |                                           |
| 1975                                            | 1975                                      |                                           | 1 871                                     |                                           |
| 1980                                            | 1980                                      |                                           | 2 179                                     |                                           |
| 1990                                            | 1990                                      |                                           | 2 523                                     | 232                                       |
| 1995                                            | 1995                                      |                                           | 2 666                                     | 236                                       |
| 2000                                            | 2000                                      |                                           | 2 638                                     | 242                                       |
| 2005                                            | 2005                                      |                                           | 2 672                                     | 246                                       |
| 2010                                            | 2010                                      |                                           | 2 670                                     | 245                                       |
| 2015                                            | 2015                                      |                                           | 2 968                                     | 326                                       |
| 2020                                            | 2020                                      |                                           | 3 050                                     | 329                                       |
| Anm.: sammanväxte med småorten Sävar södra 2015 |                                           |                                           |                                           |                                           |

## Samhället
Kommer man in i samhället längs Kungsvägen från söder finner man prästgården, gamla kommunhuset, ett antal affärs- och bostadshus från 1920- och 1930-talen samt kyrkor för Filadelfia, Svenska Missionskyrkan och EFS. En del av bruksbebyggelsen finns kvar längs Forsells väg (parallellt med Kyrkvägen). På Forsells väg 2 finns den gamla inspektorsbostaden med lusthus och mjölkkällare. Lite längre norrut står ett boningshus som inrymt arbetarbostäder för brukets smeder. Under senare delen av 1900-talet har småhusbebyggelse brett ut sig på ömse sidor om ån. För närvarande fortsätter utbyggnaden på Palmbrånet.
Intill Sävarån ligger Sävar kyrka och i Sävar skola finns låg-, mellan- och högstadium.
Sävar indelas i Västermalm, Brånet och Öxbäcksområdet på västra sidan om ån samt Palmbrånet och Östermalm på östra sidan.

## Personer med anknytning till Sävar
- Jennie Abrahamson
- Anna Axelson
- Mathias Dahlgren
- Jens Kidman
- Jörgen Lind
- Staffan Ling
- Gunnar Lundberg d. ä.
- Thomas Nihlén
- Bi Puranen
- Carl Olof Rosenius
- Assar Rönnlund
- Fredrik Thordendal
- Gunilla Tjernberg
- Albin Grenholm